# Ilia Bakkal
Pour les articles homonymes, voir Bakkal.
Ilia Iourevitch (Ioufoudovitch) Bakkal  (russe : Илья́ Ю́рьевич (Юфу́дович) Бакка́л), né le 2 octobre 1894 (14 octobre dans le calendrier grégorien) à Sébastopol, et mort après 1950) est un militant et homme politique russe, président de la fraction socialiste-révolutionnaire de gauche au comité exécutif central de la RSFSR (1917-1918).

## Biographie
Ilia Bakkal est né en 1894, à Sébastopol, dans une famille karaïme  de Bakhtchissaraï. Son père, Ioufoudi Illitch Bakkal, marchand, est membre du conseil d'administration d'une société de bienfaisance. En 1917, Ilia Bakkal est diplômé de la faculté de droit de l'université impériale de Petrograd. 
De 1917 à 1922, il est membre du parti socialiste-révolutionnaire de gauche, dont il est l'un des dirigeants à Sébastopol et le leader de l'aile gauche. En 1917, il est élu à la Douma de Sébastopol. Cette même année, il est délégué au 2e congrès panrusse des soviets, et membre des 2e et 3e comités exécutifs centraux des soviets de la RSFSR. Jusqu'en juillet 1918, il est président de la fraction des socialistes-révolutionnaires de gauche au comité exécutif. En 1920, il devient secrétaire du bureau central du parti socialiste-révolutionnaire (légaliste). 
En septembre 1921, il se prête, avec l'ancien commissaire du peuple à la Justice, Isaac Steinberg, au garant de Maria Spiridonova, figure emblématique de l'ancienne direction du parti socialiste-révolutionnaire de gauche, aux fins de sa libération de l'asile criminel. Cette libération est conditionnée à son renoncement à toute activité politique. Il est lui-même arrêté à Moscou le 16 août 1922, et expulsé à l'étranger, sur le « bateau des philosophes », sur décision du collège de la Guépéou du 8 septembre 1922, avec sa femme Timofeïeva-Bakkal.
Dans l'après-guerre, il est directeur du théâtre allemand d'opéra comique dans la zone d'occupation soviétique de Berlin. Il est à nouveau arrêté sur décision du ministère de l'intérieur soviétique le 11 novembre 1949 à Berlin, et condamné le 22 avril 1950 à 10 ans de camp pour activité SR antisoviétique. Il est réhabilité le 10 octobre 1957.